# Christina Ulrika Taube
Christina Ulrika Taube, född Lagerbring 4 februari 1798 i Uppsala, Uppland, död 5 augusti 1862 i Vaxholm, Uppland, var en svensk grevinna och hovfunktionär. Hon var 1826–1836 hovmästarinna för kronprins Oscars och kronprinsessan Josefinas barn.
Christina Ulrika Taube var dotter till Gustaf Olof Lagerbring och Margareta Ulrika Hård af Segerstad samt gifte sig 1818 med ståthållaren greve Gustaf Johan Taube (1796–1872). 